# Яська мова
Яська мова — мова угорських ясів, що є нащадком скіфо-сарматської й аланської мови. В англомовній літературі часто називається діалектом осетинської мови.
Відома лише за літературними пам'ятками, що зберігаються в Національній Бібліотеці імені Іштвана Сечені. До початку XIX століття яси вже повністю втратили свою мову і перейшли на угорську.

## Яський глосарій

### Історія відкриття
У березні 1957 р. Антон Фекете Нодь, науковий співробітник Державного архіву Угорщини, повідомив лінгвісту і тюркологу Дюлі Немету, що він виявив на зворотному боці одного документа 1422 р. список слів, які здаються йому тюркськими. Оскільки в документі йшлося про маєтки, розташовані поблизу печенізьких поселень, то він вирішив, що має справу з пам'ятником печенізької мови.
У ньому дійсно виявилося кілька тюркських слів, але в цілому списку не був тюркомовним. Поряд з такими даними як tabak «scutela» ('тарілка'), caz «auca» ('гусак'), Неметові кинулося на світлинах в очі добре розбірливе латинське аква 'вода', біля якого стояло не тюркське su, suw, а явно індоіранське dan. Отримавши транскрипції тексту, який становив у деяких місцях труднощі для читання, Немет встановив, що це список яських слів, який містить також кілька тюркських запозичень.
Список являє собою щось на зразок маленького збірника корисних фраз і слів, що містить формулу вітання; назви їжі і напоїв, назви предметів, потрібних для приготування та прийняття їжі, та назви тварин, чиє м'ясо вживається в їжу. У літературі його прийнято називати «Яським глосарієм» або «Яським словником».
Документ має шифр О. L. D1. 103. 489 і походить з Кьорменді з архіву роду Батіані. Він датований 12 січня 1422 р.  Зміст його становить судовий процес пані Андреас Чапі, що була вдовою Георга Батіані, проти Іоанна і Стефана Сафарыв з Чева з приводу належних родині Батіані маєтків. Документ про позов пошкоджений, збереглася тільки ліва сторона. Населений пункт Чев, згадуваний в документі, межував із Ясфалу, великим «яським селищем», яке було зруйноване разом із безліччю інших яських поселень під час турецького завоювання. Яси з Ясфалу згадуються вперше в 1325 році і пізніше в документах 1333, 1414, 1455, 1477 рр.. Цей населений пункт знаходився поза землею ясів - Ясшаґом, на південний схід від м. Естергом, між ним і Будапештом, але у вчених є всі підстави вважати, що мешканці Ясшаґу розмовляли тією ж мовою.
Відносно обставин появи пам'ятки Дюла Немет висунув припущення, що комісії, яка виконала судове рішення, належало пробути якийсь час також в яському селищі - швидше за все, в згаданому вище Ясфалу. Але було відомо, що там говорять яською, й тому чиновники визнали доцільним захопити з собою короткий яський «розмовний довідник». Для цього могли залучити якогось грамотного яса з духівництва, який і записав на зворотному боці документа свій «розмовник». Немет допускав також, що список яських слів міг бути складений за якихось інших обставин.
 

«Людина, яка записала яські слова, не була дуже вправним переписувачем. Її робота стоїть нижче середнього рівня документів того часу, виконаних в Угорщині. У її знаннях також були прогалини. Вона не завжди знає латинську назву деяких повсякденних предметів і тоді вставляє замість латинського угорський переклад яського слова. Латинські слова вона пише не завжди грамотно. Угорську вона, мабуть, знала добре, хоча в орфографії зазнавав труднощів. Зате відмінно знала вона яську мову. Тут вона припускається лише несуттєвих помилок. Те, що деякі неясності мають місце, випливає із суті справи. Її список яських слів становить безперечно надійну пам'ятку мови угорських ясів».. 
 На цій підставі осетинський етнограф Борис Калоєв вважає, що ще вXV ст. яси були двомовними, якими й залишалися до XVII ст., коли рідна мова була ними втрачена. До цього часу яська  мова функціонувала як «домашня».
На думку Немета, немає підстав гадати, що список слів записаний не в один час із основним документом, а пізніше, наприклад, у XVI ст. Вчений дійшов висновку, що вони написані одночасно, а дату документа (1422 р.) можна вважати і датою складання списку слів. Словники такого типу були дуже поширеними в тогочасних монастирях. Чимало з них дійшли до нашого часу, зокрема, низка угорсько-латинських глосаріїв, які допомагають роз'яснити окремі дані Яського словника .

### Прочитання
На підставі транскрипції Антона Фекете Надя Дюла Немет читав пам'ятку наступним чином:
1. daban horz nahechsa Sose [z?]
2. panis carnis brodiu(m)
3. khevef fit baza zana wi[u]um
4. Jayca (v? w? m?) она karcen [?] pises [o?]
5. dan aqtia manaona furme(n)tum
6. Zabar auena huwaz fenu(m)
7. Karbach arpa huvar kovu (?)les
8. casa (fo fej tc) cocta Orae boza tabak
9. scutela Chugan olla odok colftjar
10. Gist fomagium Charif
11. vay karak pulltis

## Зв'язок яської мови з осетинською
Більшість яських слів легко зв'язується з аланською мовою середньовіччя і з сучасною осетинською, особливо її дигорською, архаїчною формою. Приклади:
| Яська   | Іронський діалект        | Дигорський діалект                              | Мадярська  | Українська         |
| ------- | ------------------------ | ----------------------------------------------- | ---------- | ------------------ |
| Асса    | асс                      | ассæ ('дика качка')                             | vadkacsa   | качка              |
| Ban     | bon                      |                                                 | nap        | день               |
| Baza    | bas                      | basæ                                            | leves      | юшка               |
| Bah     | baex                     |                                                 | ló         | кінь               |
| Carif   | sarv/carv                |                                                 | vaj        | масло              |
| Cugan   |                          | cigon                                           | fazék      | чавунна (каструля) |
| Dan     | don                      | don                                             | víz        | вода               |
| Da      | dæ                       |                                                 | tied       | твій               |
| Dicega  | dusgæ                    | docgæ (ghog) 'дійна' (корова)                   | tehén      | корова             |
| Fit     | fyd                      | fid                                             | hús        | м'ясо              |
| Fus     | fys                      | fus                                             | juh        | вівця              |
| Gal     | gal                      |                                                 | ökör       | бик                |
| Gist    |                          | ængezun (бродити), (æn)ghist (той, що забродив) | túró       | сир                |
| Hecav   | xisaw                    | xecaw                                           | gazda      | хазяїн             |
| Huvar   | xor                      | xwar                                            | ezer       | просо              |
| Huvas   | xos                      | xwasæ                                           | kasza      | сіно               |
| Jaica   | ajk                      | ajka                                            | tojás      | яйце               |
| Карcеn  | kæf                      |                                                 | borsó      | риба, кав'яр       |
| Каrак   | kark                     |                                                 | tyúk       | курка              |
| Karbach | kærvæz (різновид ячменю) |                                                 | árpa       | ячмінь             |
| Kasa    | kash                     | kasæ                                            | kása       | каша               |
| Kurajna | kwyroj                   | kurojnæ                                         | malom      | млин               |
| K’ever  | k’æbær                   |                                                 | nyílvessző | хліб               |
| Manuona | mænæw                    | mænæwæ                                          | búza       | пшениця            |
| Na      | næ                       |                                                 | mienk      | наш                |
| Odok    | widyg                    | jedug                                           | kanál      | ложка              |
| Oras    |                          | wæras                                           | sörféleség | квас               |
| Osa     | us                       | osæ                                             | asszony    | жінка              |
| Qaz     | qazh                     | qaz                                             | lúd        | гусак              |
| Sabar   |                          | zætxæ                                           | zab        | овес               |
| Saka    | shægwyt                  |                                                 | kecske     | коза               |
| Sana    | sæn                      | sænæ                                            | bor        | вино               |
| Tabak   | tæbæg'                   |                                                 | tál        | тарілка            |
| Vas     |                          | wæss                                            | borjú      | теля               |

Вираз daban horz, відповідає осетинському дигорському dæ bon xwarz 'добрий день', а також словам, даним у візантійського письменника Цеца як аланські. Написання ж ban дає привід для висновку про те, що ще на початку XV ст. у мові угорських алан ще не відбувся перехід a в о перед носовими. У словнику також немає ніяких гортанних звуків, які розвинулися в сучасній іронсько-осетинській під впливом кабардинської та інгушської, а також грузинської.

## Етнографічне значення «Яського глосарію»
За висновком Васо Абаєва, майже всі яські слова пам'ятника відповідають осетинським, точніше, близькі до архаїчного дигорського діалекту осетинської мови, переважна більшість слів якого походить від іранських коренів. Крім того, в словнику зустрічаються запозичені слова: з тюркської - хъаз ('гусак'), табагъ ('тарілка'), цъугун ('чавунна каструля'), руської - каша ('каша'), кавказької субстратної - гал ('віл'), бах ('кінь'). Отже, багато елементів побуту, матеріальної культури, почасти суспільного ладу генетично йдуть від аланів до осетинів, сягаючи в той же час давньоіранського світу. Наявність же в пам'ятці тюркських, руських, давньокавказьких елементів свідчить про близькі етнокультурні контакти угорських ясів на їхній прабатьківщині з цими народами.
Яське (аланське) вітання Дабан хорз ('добридень') як елемент етикету збереглося у осетинів до наших днів у такій же формі. Що стосується другої частини цього абзацу - нæ хицау  ('наш господар') і на хистар ус ('наша старша жінка', 'господиня') - за розшифровкою Васо Абаєва, тут наявні соціальні терміни, що також успадковані осетинами від аланів. Слово «хицау» було поширеним терміном у звичаєвому праві осетинів - бинонты хицау ('глава сім'ї'), хадзары хицау ('господар дому'), дзуары хицау ('господар святилища") тощо. Терміну «хистар ус» не могло бути в парній сім'ї, він властивий великим патріархальним сім'ям, які, мабуть, мали широке поширення у ясів, як і в осетинів, у далекому минулому, коли чисельність членів сім'ї у них сягала нерідко 50 і більше осіб. У таких сім'ях хицау був головою, а хистар ус керувала жіночою половиною сім'ї, розподіляла обов'язки серед них, залагоджувала відносини між ними, була господинею комори (къабиц), де зберігалися їстівні припаси сім'ї і куди ніхто не мав права доступу без її дозволу.
Найбільша кількість даних пам'ятника стосується господарської діяльності ясів, насамперед,  її головних галузей - землеробства і скотарства, традиція яких, безсумнівно, походить з їхньої прабатьківщини - Північного Кавказу. У «Словник» зустрічаються назви всіх головних хлібних злаків (пшениці, ячменю, проса, вівса, що вирощувались ясами ще на Кавказі -одному зі світових вогнищ землеробства. За археологічними даними, тут ячмінь і пшениця походять з неоліту, а просо було з найдавніших часів найбільш поширеним злаком в рівнинній зоні Північного Кавказу. Воно має у аланів-осетинів давньоіранське наймення - иæу. За етнографічними даними, яси вирощували спеціальний сорт ячменю для варіння пива. - традиція, мабуть, занесена ними також з Північного Кавказу. Непрямим підтвердженням цього етнографи вважають той факт, що в осетинів пиво домашнього приготування, невідоме іншим північнокавказьким народам, є дуже давнім і шанованим напоєм, про що говорять дані мови, фольклору та етнографії. Найкраще пиво отримували із солоду дворядного ячменю, який вирощували в горах Осетії. Вважають, що цей елемент матеріальної культури, як і низка інших, успадкований осетинами від їхніх прямих предків - північнокавказьких аланів. Можливо, що яси навчилися варити пиво у європейців на своїй другій батьківщині. У всякому разі, воно досі залишається у них поширеним напоєм. У минулому в яських селах були навіть цілі квартали пивоварів, сліди яких у деяких місцях осетинські етнографи ще застали під час поїздок Ясшаґом. Характерно, що турки з метою економії ячменю забороняли ясам варити пиво. Проте в «Словнику» відсутня назва пива, хоча, за даними турецьких документів, пиво вживалося ясами. Можливо, що укладачі «Словника» в будинку свого господаря не застали пива, оскільки воно не є, як і тепер у осетинів, повсякденним напоєм. Його готують до особливих урочистостей. У «Словнику» зазначений інший повсякденний напій ясів, як і сучасних осетинів, - oras (осет. waras), квас, на зразок бузи, що готується з проса. Просо було найбільш поширеним злаком на рівнині Північного Кавказу, яким залишалося до недавнього минулого у адигських народів і було їхнім головним продуктом харчування. У той же час у осетинів, які жили з XIV по XVIII ст. виключно в горах Центрального Кавказу, просо не вирощувалась, оскільки не встигало дозрівати через сильні морози, однак його назва все ж таки збереглася з виходом осетин на рівнину Північного Кавказу, що почався з другої половини XVIII ст., де знову стали вирощувати просо. Ці дані говорять про глибокі традиції культури проса, що сягають корінням давньоіранського світу. У всякому разі, археологічні знахідки доводять абсолютне переважання проса серед інших злаків у північнокавказьких аланів за доби середньовіччя.
Судячи з джерел, з давніх часів на Північному Кавказі широко вирощується і овес як кормова рослина для коней. Природно, що алани, котрі славилися своєю кіннотою, не могли обійтися без такого корму. Не випадково тому, що в «Словник» ячмінь знаходиться поруч із іншою рослиною під яською назвою «сабар», в той час як у осетинів він не має «загальнонаціональної назви», а відомий у іронців як «сисчи», у дігорців - «затхæ». Втрата аланами після відходу у гори колишньої назви вівса пояснюється різким скороченням у них поголів'я коней через відсутність кормової бази. Поява ж зазначених назв вівса належить до більш пізнього періоду. Хоча в горах ця рослина не втратила свого значення, її посіви були дуже обмежені, оскільки воно відрізнялося низькою врожайністю. Тому овес сіяли зазвичай на малородючих і недоглянутих землях.  Судячи з «Словнику», помел зерна яси здійснювали на водяному млині (kurainu), що за назвою майже збігається з дигорською - kuroinæ. Стара аланська форма kurana збереглася в топонімічній назві з Балкарії - Куран дан ('мірошницька ріка'). Причому ця топонімічна назва - один із важливих доказів наявності за середньовіччя в горах Північного Кавказу водяних млинів. В цілому ж широке поширення у аланів-осетинів млинів, і водяних і ручних, доводиться безліччю знахідок млинових жорен в аланських могильниках і городищах (VIII-XIII ст.) регіону. Це - свідчення високого рівня розвитку землеробства. Яси, прийшовши до Угорщини, принесли традиції цього заняття і відповідно вміли будувати і млини. У сільських музеях Ясшаґу осетинські етнографи знаходили всі види млинів. Яси в Кішкуншагу, де рельєф місцевості дозволяв поширення вітряних млинів, мали їх у великій кількості спеціально для помелу пшениці - їхньої основної культури в цьому регіоні.
Важливе значення «Словник» має і для характеристики другої головної галузі господарства ясів-аланів - скотарства, включаючи в себе яські назви майже всіх видів домашніх тварин, які розводилися ними. Перелік худоби, мабуть, відповідає її господарському значенню: кінь - бах (осет. бæх), бик - гал (осет. гал), вівця - фус (осет. фыс), корова - досега (осет дусгæ хъуг - буквально 'дійна корова'), теля -  вас (осет. уæс), коза - сака (осет. сæгъ). Майже всі ці назви зовсім збігаються з назвами тварин у кавказьких аланів-осетинів. У той же час всі вони, крім назви коні і бика, походять з давньоіранського світу. Останні ж належать до кавказького субстрату. Цей факт є одним з важливих доказів того, що яси - вихідці з Північного Кавказу. Тут вони загубили ще до приходу в Угорщину іранські назви коня і бика. Так сталося з багатьма іншими іранськими словами кавказьких аланів, витісненими місцевим субстратом. Однак алани зберегли в основному рідну мову. Що ж стосується іранської назви коня «ашпа», то вона у близькій формі «æфшæ», «йæфш» збереглася в осетинській, але тільки в значенні 'кобила'. З іранської походить і осетинське слово «баираг» (лоша), відсутнє в «Словнику».
В етнографічному аспекті пам'ятка вказує на розведення кавказькими аланами всіх перелічених тварин, а також на збереження ясами цієї традиції. Загальновідомо, яке значення мав кінь у житті всіх аланів. Яси зберегли не тільки його кавказьке назву, але прийоми і навички ведення конярства, любов до цієї тварини. Шанування коня ясами було таким же, яким воно зафіксовано у аланів в описі Амміана Марцелліна та інших античних авторів. На стінах яських будинків нерідко можна зустріти поруч із сімейними портретами зображення улюблених коней. На любов до коня ясів вказують і зображення аланської бойової кінноти в ряді церков Ясшаґа. Кінь був незмінним супутником яса. Навіть службу той відбував на власному коні у складі Яскунського гусарського полку - одного з найстаріших і найкращих підрозділів угорської кінноти. Кінь використовувався тільки для верхової їзди - традиція, що  також йде від аланів.
Тягловою силою всім стародавнім іранцям слугували воли (бики). У скіфо-сарматів воли, запряжені у віз, супроводжували кінну дружину. Мабуть, таку ж функцію вони виконували у кавказьких аланів, що сприйняли місцева назва вола — гал, що збереглася у ясів ще в XV ст, а в осетинів - до наших днів. У цілому ж велика рогата худоба в господарстві ясів займала друге місце, після овець. Походження цього виду худоби, що вирізнялася надзвичайно великим зростом і сірої ходиш, залишається досі загадкою. Деякі угорські автори пов'язують його появу в Угорщині з ясами і кунами, і вчені вважають це твердження цілком резонним. Зображення подібного виду худоби зафіксовано на пам'ятках Майкопського кургану (IV тис до н.е.); у післямонгольський період цей різновид худоби іменувався на Кубані чорноморським. Найбільші вигоди яси отримували від вівчарства, що мало у них давні традиції, які склалися ще на їхній прабатьківщині. Як свідчать археологічні знахідки, вівчарство було основою господарства північнокавказьких аланів, для розведення овець вони мали необмежені можливості. Безсумнівно, що традиції обробки молока і молочних продуктів, вовни, шкіри, кістки також дісталися ясам, як і осетинам, від кавказьких аланів. На це вказує, наприклад, безліч керамічного посуду різних розмірів і форм, знайденого в аланських городищах і могильниках.
Виведена ясами порода овець відрізнялася високою продуктивністю. З овечого молока яси робили чудовий сир (за «Словником» - гист), з вовни - прядиво, зі шкур - знамениті «яські шуби». Представлені в музеях Ясшаґу різні сировиждавлювачі, ткацькі верстати, зразки шуб тощо дають уявлення про важливу роль вівчарства в господарстві ясів, мимоволі викликаючи осетинські аналогії: давньоіранські традиції виготовлення ясами тканин, повсті, а також тваринного масла (за «Словником» - сариф), у осетин - царв, їхня масляниця - довгаста дерев'яна посудина з колотівкою для збивання масла - цілком аналогічна зі скіфською, за описом Геродота. Судячи зі «Словника», яси зберегли і назву кози («сака», у осетин - «савгъ»), що походить з давньоіранської. Це означає, що з розведенням кіз яси були знайомі на їхній прабатьківщині, де для утримання цієї тварини були великі можливості - великі передгірні лісові масиви, гори з їхніми пасовищами спеціально для кіз. За традицією, що сягає аланської доби, і осетини, і яси розводили кілька порід кіз, що розрізнялися за своїм господарським призначенням. Одна порода слугувала для отримання пуху, інша - м'яса і молока, третя - давала добротну шкіру і шерсть, які йшли на виготовлення сап'яну, бурдюків, мішків, паласів та ін..
Пам'ятка містить і назви домашніх птахів, які розводилися ясами, а отже і північнокавказькими аланами: карк (осет.  карк) - курка, асса - качка (осет.  асса (дика качка)), саз - гусак (осет. хъаз). З них тільки назва курки вважається іранською, решта слів належатьдо тюркської, що є результатом давніх алано-половецьких (кипчацьких) етнокультурних контактів. У всякому разі, як би там не було, алани ще задовго до монгольського вторгнення на Північний Кавказ розводили одночасно з курми водоплавних птахів, передавши цю традицію ясам і осетинам, що зберегли її навіть у суворих гірських умовах Центрального Кавказу. Однак серед домашніх птахів найбільше поширення у аланів мали кури, що доводиться багаторазовими археологічними знахідками їхніх кісток в аланских могильниках, а також даними низки середньовічних авторів, що побували в Аланії. Одним із них був арабський учений і географ Масуді (X ст.), який писав, що тут «коли вранці заспівають (де-небудь) півні, відповідь їм долинає з інших частин царства».
Етнографи відзначають, що у високогірних районах Осетії з домашніх птахів прижилася тільки курка. Проте населення тут, як всюди, зберегло старі тюркські назви водоплавних птахів, які розводилися зазвичай в прирічкових селах гірської та рівнинної Осетії. Одним словом, стародавні традиції птахівництва осетин, успадковані ними від аланів, не були втрачені. З розведенням індиків осетини познайомилися, мабуть, не раніше XVIII ст., після переселення з гір на рівнину, де природні умови сприяли триманню цієї птиці. Її осетинська назва «гогыз» походить з кабардинської. Яська назва яйця за «Словником» - иаика (осет. аик/аика) є загальноіранським словом. Вживання яєць аланами в їжу не раз підтверджується знахідками яєчної шкаралупи на аланських городищах. У якому вигляді алани вживали яйця, також невідомо. Ясно одне, що осетинська «хъаила» (яєчня), якій надавали більшу перевагу,походить з іранської. Нерідко подавалися яйця круто зварені.
З інших назв їжі та напоїв ясів (аланів) в «Словнику» є м'ясо - ффит (осет. фыд/фид), суп (юшка) - баса (осет. бас/бас), хліб - кебер (осет. къабæр), квас - орос (осет. уæрæс), вино - сана (осет. сæн/сана), вода -дан (осет. дон). Майже всі ці назви, іранські за походженням, збереглися у сучасних осетинів. Виняток становить тільки назва води - дан, рясно присутня в топоніміці Балкарії.
Що стосується назви вина - сану (сæн), то, за визначенням Васо Абаєва, воно прийшла до осетинів від скіфів - великих любителів цього напою. Відомо, що широке поширення вина серед скіфів підтверджується даними стародавніх авторів та археології, частими знахідками амфор у скіфських курганах Прикубання і Північного Причорномор'я. Виноградарством і виноробством займалися в основному мешканці грецьких міст. На відміну від греків, скіфи пили нерозбавлене вино.
З домашнього начиння в «Словнику» зустрічаються назви: чавунної каструлі - (суган (осет. цугун), тарілки - табагъ (осет. тæбасгъ), ложки - одоко (осет. уидыг/уедуг). Велика кількість лісів на Північному Кавказі дозволяла аланам виготовляти різні предмети кухонного начиння і домашнього вжитку з дерева. Ця традиція міцно передалася ясам і осетинам, отримавши у них подальший розвиток завдяки зусиллям народних умільців - талановитих майстрів з обробки дерева. Славилися північнокавказькі алани і своїм керамічним виробництвом. Однак у ясів і осетинів воно занепало на нових місцях їхнього розселення. Зникли в ясів і предмети домашнього побуту зі шкіри, зокрема шкіряна масляниця, характерні для їхнього старого кочового способу життя. У той же час вони практикувалися в осетинів ще в недавньому минулому. Зокрема, в осетинів-дигорців, як і у їхніх сусідів, тюркомовних балкарців і карачаївців, широко використовувалася шкіряна масляниця, що сягала аланського субстрату.
За висновком етнографів, «Яський словник» - цінне етнографічне джерело, що дає можливість характеризувати головні галузі господарства аланів-осетинів, предмети матеріальної культури до монгольської навали. Майже всі назви хлібних злаків, тварин, предметів побуту і т.д., що зустрічаються в ньому, є іранськими за походженням. Лексеми тюркського і давньокавказького походження становлять в ньому лише кілька назв.

## Реакція пантюркістів
Віднайдення та дослідження «Яського словника» викликало бурхливе невдоволення у тих, хто хотів би бачити аланів тюркомовними. Головну їхню увагу привернуло прізвище Батіані. Балкарський етнолог-любитель Ісмаїл Мізієв намагався в ньому «побачити характерну грузинську назва балкарців - басіані і загальне ім'я балкарських таубіїв - басіати». Майже всі лексеми глосарію він визнавав тюркськими без особливих аргументів і гадав, що «найімовірніше, ці слова були записані на звороті цих документів у процесі судового розгляду на місці, по мірі появи незрозумілих слів». Татарський учений-ревізіоніст Мірфатих Закієв, який намагався зарахувати скіфів, сарматів, аланів, кушан, буртасів до тюрків, пішов далі й заявив, що «Словник» насправді є пам'яткою осетинської, а не яської мови, бо прізвище Батіані є, як він висловився, «кавказько-осетинського походження». Їхні припущення наукою спростовані.

## Антропонімія ясів
Окрім наведених яських слів, у різних середньовічних документах Угорщини міститься ціла низка побічно пов'язаних з ясами або кунами антропонімів, етнічна ідентифікація яких вимагає додаткового аналізу: Ambultan (Ambustan), Arpan, Beegzan, Bondogaz (Bandagaz), Byk, Chakan, Chamaz, Chareth, Chatharch, Chyvach, Gubul, Iwachan-on (Ivachun, Ivahan), Kalhen, Keskene, Keverge (Keureg/ -ug), Kurman, Larzan, Magar, Zokan і інші. Частина з цих імен вже отримала іранську етимологію. Зокрема, Ambustán пов'язується з осет. æmbuzun 'збільшуватися', Churz співвідноситься з осет. xorž / xwarz 'хороший', Chamaz передбачає зв'язок із іменем героя нартівського епосу Хамица. Ім'я XIV ст. Znagan пов'язується з осет. æznag (кореспондує з сучасним осет. æznagon 'ворожий'), а ім'я Zidmon в угорських ясів у XVI ст. зводиться до осетинського патронімічного імені Šidæmon.
Каталонський учений Агусті Алемань вказав ще на два антропоніми, що належали угорським ясам (1550 р.), які жили в с. Дожа (суч. Ясдожа, на північний схід від їхньої столиці, Ясбереня) - імена Bogator Orban і Bogčior Šebešken .